# Morsdistrict

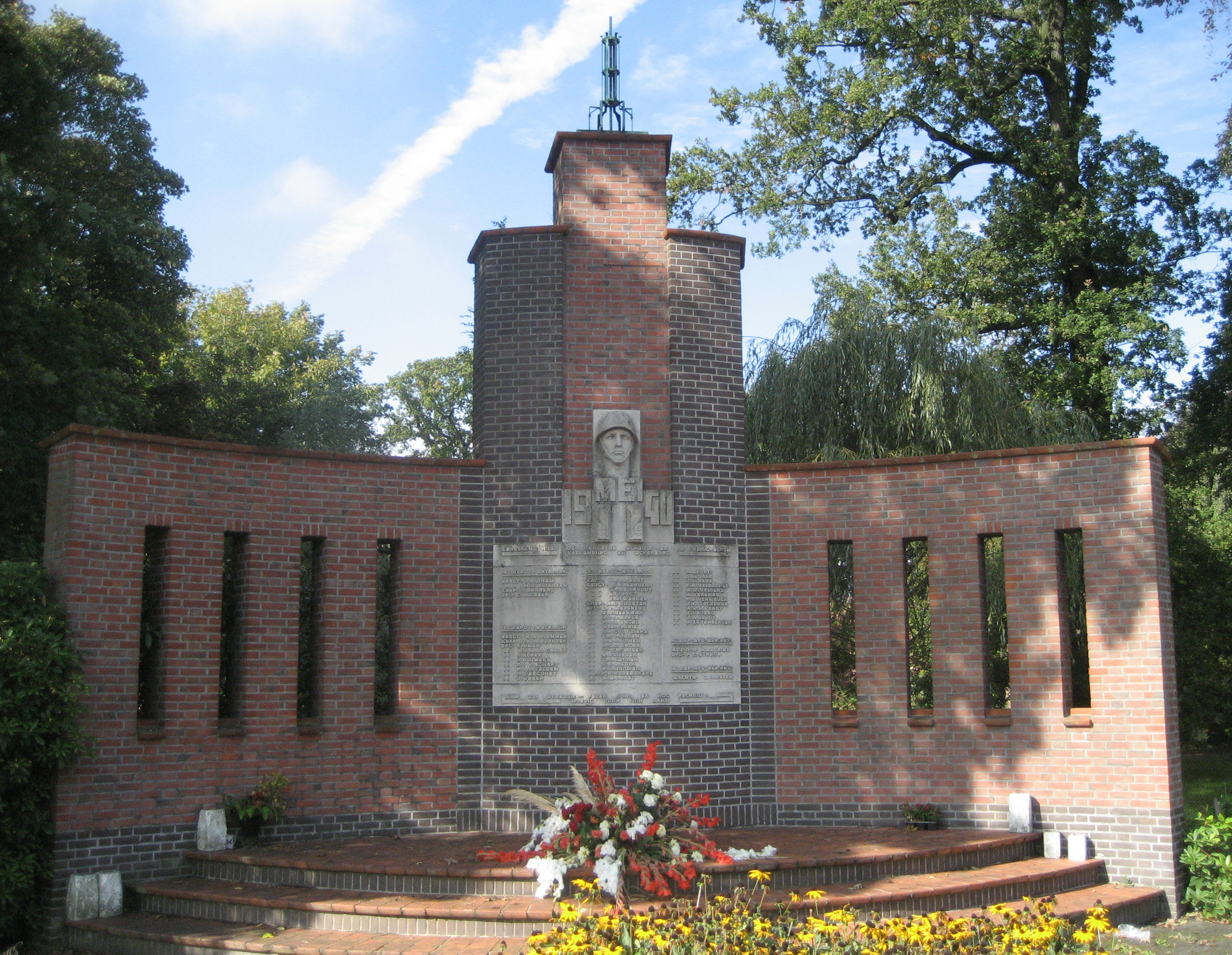
Oorlogsmonument (Haagse Schouwweg)

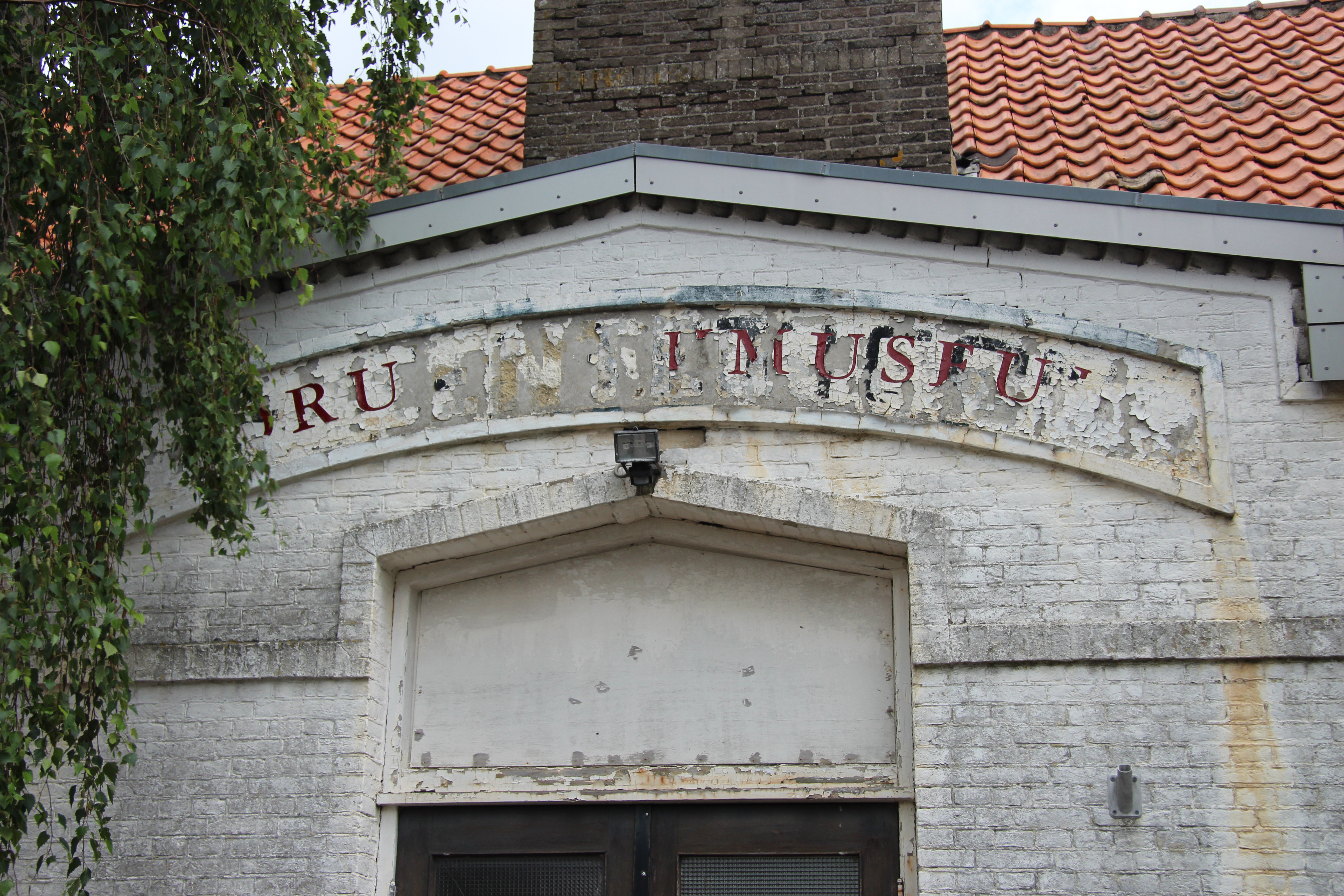
Voorm. Gemeenteschool / Drukkerijmuseum (Hoge Morsweg)

Het Morsdistrict, in de volksmond de Mors of Morskwartier genoemd, is een van de 10 districten (wijken) van de Nederlandse stad Leiden. De wijk had op 1 januari 2023 11.475 inwoners.

## Geografie
Het district omvat de CBS-buurten Hoge Mors, Lage Mors en de Transvaalbuurt. Het vormt samen met de Stevenshof en de Leeuwenhoek/Pesthuiswijk (waaronder het Leiden Bio Science Park en het LUMC-terrein) het Stadsdeel West.
Het district wordt in het zuiden, zuidwesten en oosten begrensd door de rivier de Oude Rijn, die lokaal ook wel Galgewater wordt genoemd. Het gebied wordt verder omsloten door de snelweg A44 in het westen en de Plesmanlaan in het noorden.

## Geschiedenis

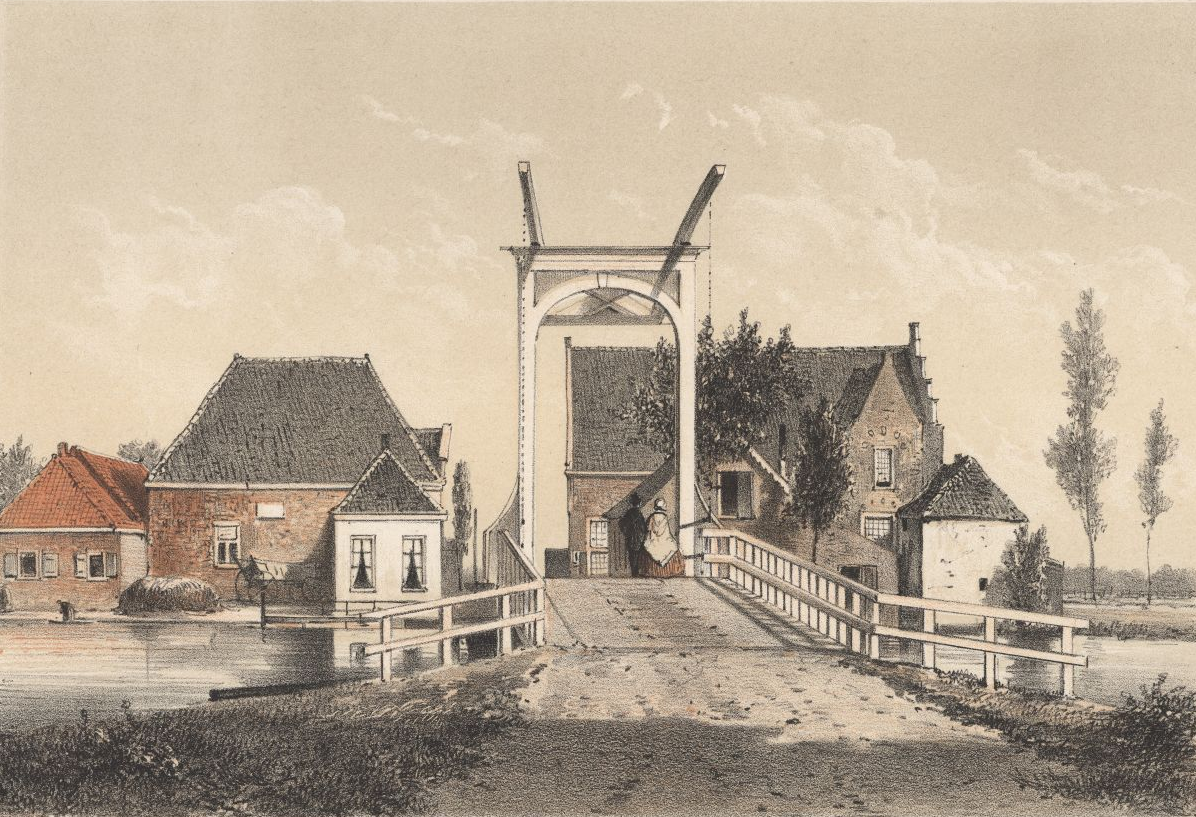
Gezicht op de brug bij het Haagsche Schouw. Uit: Montagne. 19e eeuw
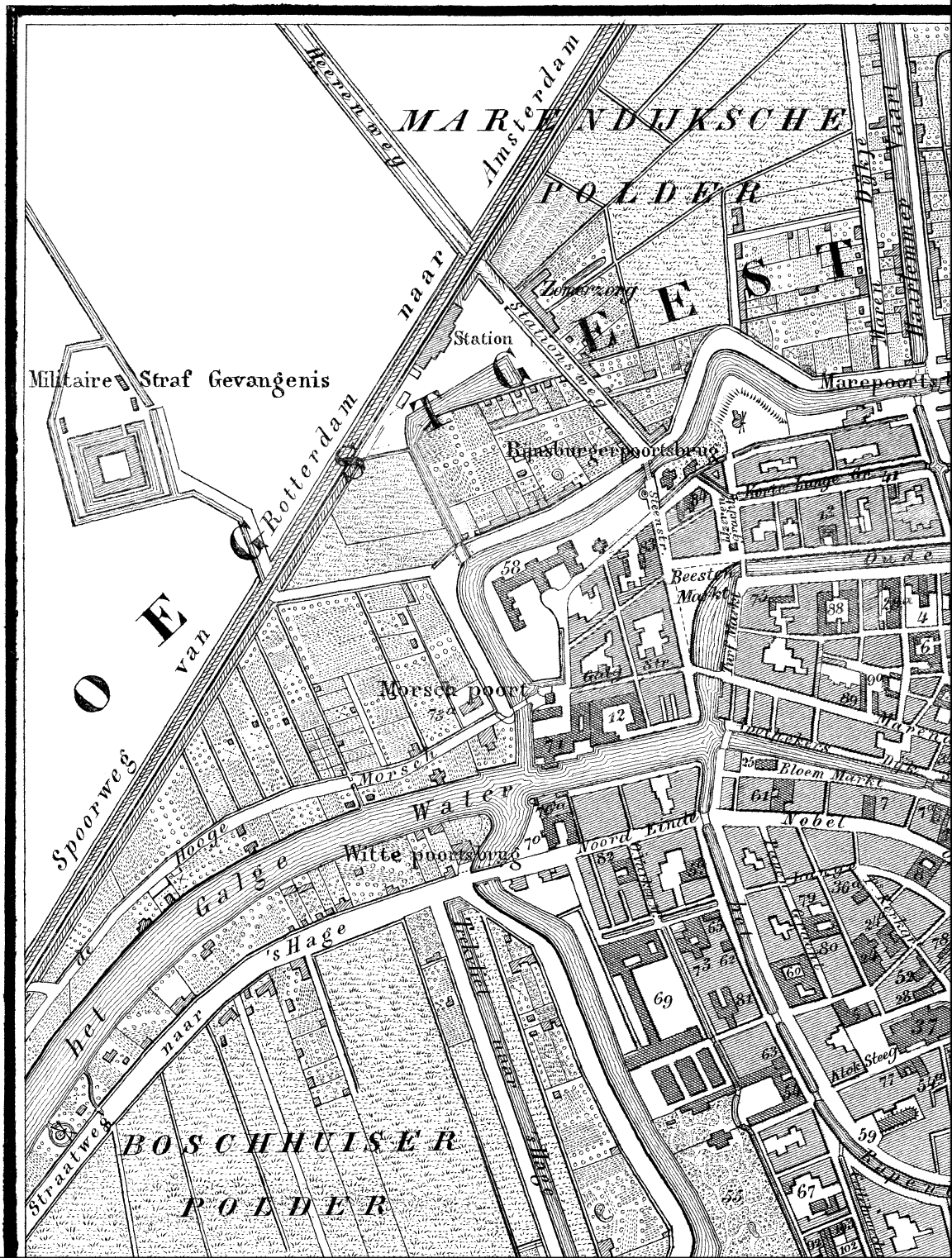
Plattegrond uit 1874 (detail). De stad strekt zich ten westen niet uit voorbij de 'Morsch poort'

Mors betekent niets anders dan moeras, wat sloeg op de ligging aan de lage zijde van de Oude Rijn waar veel moerasgebieden te vinden waren. De naam komt verder terug in benamingen in de binnenstad, waarvan het Morsdistrict gescheiden wordt door de Morssingel, waarna de Morspoort toegang biedt tot de Morsstraat en het buurtje D'Oude Morsch.
De hoger gelegen delen in de Mors, op de dijk/oeverwal langs de rivier, werden het eerst bewoond. De Morsweg, Hoge Morsweg en Rhijnhofweg maken alle onderdeel uit van deze historische route en vormen dan ook het oudste gedeelte van de Mors. Langs deze wegen ligt de oudste bebouwing in een lint met de achterkant naar het water toe, omdat de Oude Rijn vooral een werkrivier was waar de industrie dankbaar gebruik maakte van de transportmogelijkheden die de rivier bood. Veel bedrijvigheid maakte in de loop der tijd plaats voor woningen. De nog spaarzaam in het gebied aanwezige industriële bedrijven zoals de scheepswerven van Akerboom Yacht Equipment en de (rond 2011 gesloten) betonfabriek van Wernink herinneren aan dit verleden. De buitenplaats Rhijnhof is een van de weinige historische gebouwen die op het water georiënteerd zijn. Het bijbehorende landgoed is sinds 1910 in gebruik als begraafplaats Rhijnhof.
De Lage Morsweg is de andere historische weg in de Mors. Feitelijk is het een oud dijkje dat de zuidwestelijke begrenzing vormde van de Pesthuispolder. Het sloot aan op de Haagse Schouwweg (voorheen Haagse Straatweg) en was een belangrijke invalsroute tot Leiden voor het landverkeer vanuit de richting van Den Haag.
De boerderij De Slaagh die nu dienstdoet als onderkomen van een medisch kinderdagverblijf, is een overblijfsel van het agrarische verleden van het gebied. Deze boerderij werd gebouwd in 1940, ter vervanging van de eeuwenoude boerderij De Slaag (afgebroken op 9 juni 1944) aan de Haagse Schouwweg. Op de hoek van de Lage Morsweg en de Haagse Schouwweg stond nog een boerderij Kweeklust (gebouwd omstreeks 1911), die na brand werd afgebroken in 1972.
Het gebied behoorde altijd toe aan Oegstgeest, totdat in 1920 het eerste deel van de Mors door Leiden werd geannexeerd waarna in 1966 het overige deel (inclusief de Hoge Mors) volgde.

## Economie

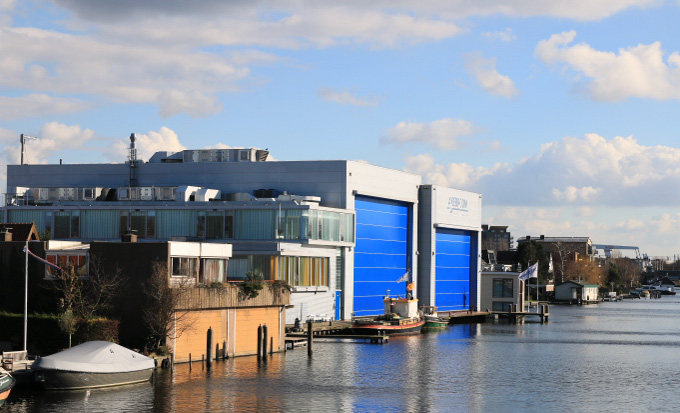
Scheepswerf Akerboom Yacht Equipment

In en rond winkelcentrum Diamantplein in de Hoge Mors, dat zich ook richt op de Lage Mors, bevinden zich 18 detailhandels, waaronder één middelgrote supermarkt, met in totaal bijna 2500 m2. Het plein voor het winkelcentrum is in 2013 heringericht. Langs de Morsweg in de Transvaalbuurt is ook kleinschalige detailhandel te vinden, maar deze buurt is vooral gericht op de binnenstad. Ook langs de Lage Morsweg bevinden zich enkele winkels.
De meest economische activiteit is geconcentreerd op het bedrijventerrein Tussen Rijn en Rail/Amphoraweg tussen het spoor, de Rijn en de Doctor Lelylaan (N206). Met het sluiten van betonfabriek Wernink, in 2011, zijn er nu vooral handels- en servicebedrijven gevestigd. Verder is langs de Hoge Morsweg en Morsweg nog incidenteel bedrijvigheid te vinden als overblijfsel van het industriële verleden dat in de loop der tijd werd verdrongen door de stadsuitbreiding.
Langs de Plesmanlaan bevinden zich diverse kantoren, waaronder het hoofdkantoor van zorgverzekeraar Zorg en Zekerheid en de Leidse afdeling van het UWV. Ook bevindt zich hier een vestiging van het Holiday Inn.

## Cultuur
In de Lage Mors, aan de Vondellaan, is sinds 2013 het Nationaal Ambulance- en Eerste Hulpmuseum gevestigd.
Kunstcollectief De Mors organiseert onder de noemer Morslevend! activiteiten op het gebied van beeldende kunst, muziek en theater.
Graffiti in fietstunnels onder de Plesmanlaan en de Doctor Lelylaan is legaal.

## Onderwijs
Er zijn vier basisscholen in de Lage Mors: De Morskring (openbaar, regulier), De Sleutelbloem (protestants, christelijk, Dalton), E.L.S. (bijzonder neutraal), en Pacelli (rooms-katholiek).
In de Hoge Mors is er ook nog de school 'Auris De Weerklank', een school voor kinderen met een taalontwikkelingsstoornis (TOS) (auditief of cognitief). Het instituut is opgericht in 1959, en sinds 1977 gevestigd in de Hoge Mors.

## Wijkvoorzieningen
In en rondom winkelcentrum Diamantplein bevinden zich de meeste wijkvoorzieningen. In 2002 werd er een nieuw gezondheidscentrum aan de Vondellaan geopend. In 2009 werd het gezondheidscentrum aan de Robijnstraat volledig vernieuwd.
Woon-zorgcentrum Robijnhof is onderdeel van stichting Libertas Leiden.
Op 17 november 2016 is het zorgcentrum van Robijnhof "tijdelijk gesloten", minimaal tot 2021, en zijn de bewoners overgebracht naar Rijn en Vliet. De meeste bewoners hadden moeite met de verplichte verhuizing uit hun vertrouwde wijk De Mors.
In het zorgdeel van Robijnhof wonen sinds januari 2017 statushouders, studenten en mensen met een lichte begeleidingsvraag, tot het moment dat besloten wordt over renovatie of nieuwbouw.

## Sport en recreatie

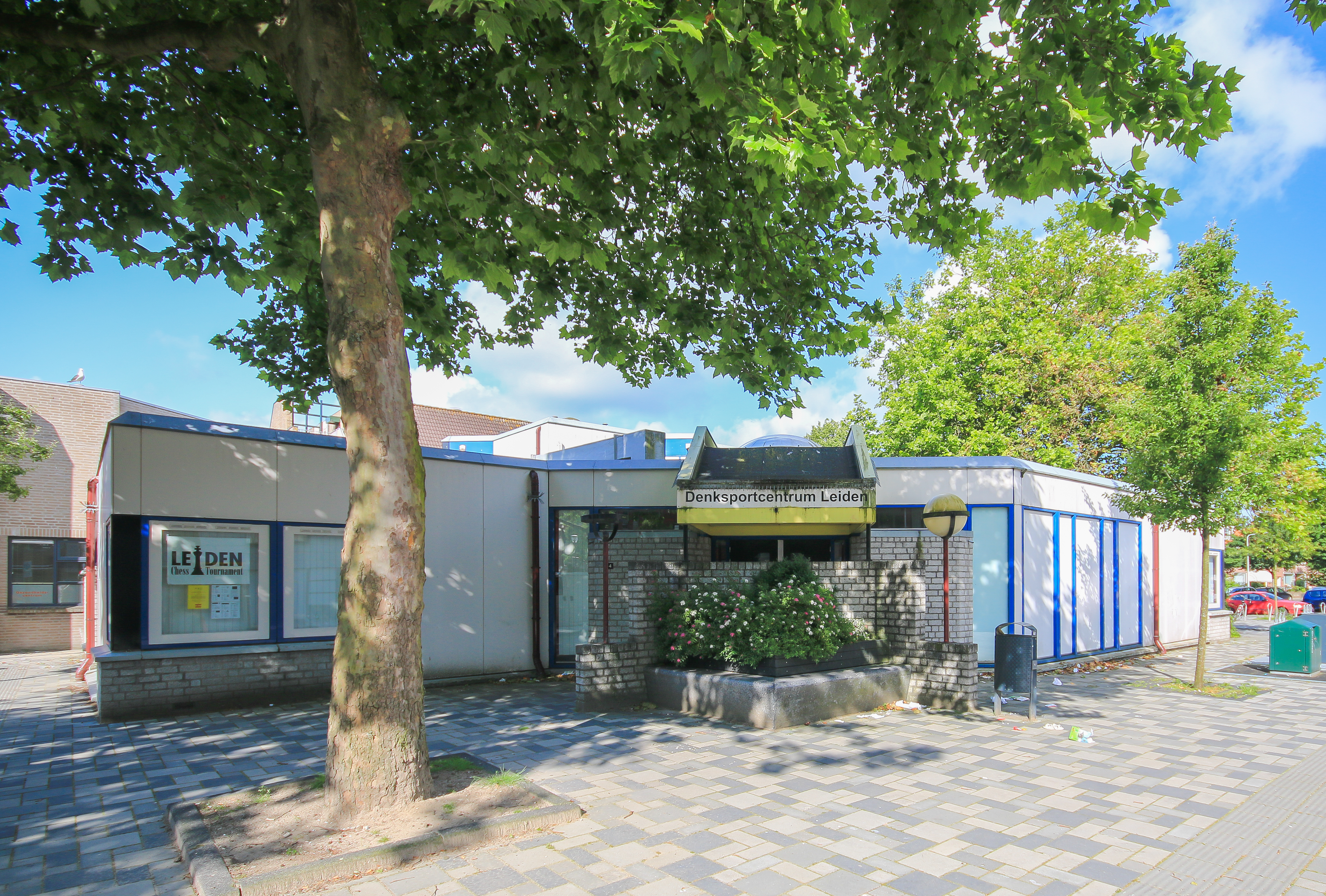
Het Denksportcentrum

In de Mors bevinden zich de sportcomplexen Morskwartier I en Morskwartier II, met de voetbalvelden van DoCoS, VV Leiden en FC Rijnland, sporthal de 3 Octoberhal en het terrein van rugbyclub DIOK. Ook wordt er tafeltennis gespeeld bij DoCoS Tafeltennis.
Het Galgewater wordt gebruikt door de roeiverenigingen Koninklijke Studenten Roei Vereniging Njord en Die Leythe die vlak bij elkaar hun clubhuizen en loodsen hebben achter de huizen van de Morsweg.
Denksportcentrum Leiden geeft onderdak aan vier bridgeclubs, vier schaakclubs, een go-club, een damclub, en een mahjongclub.

## Verkeer en vervoer

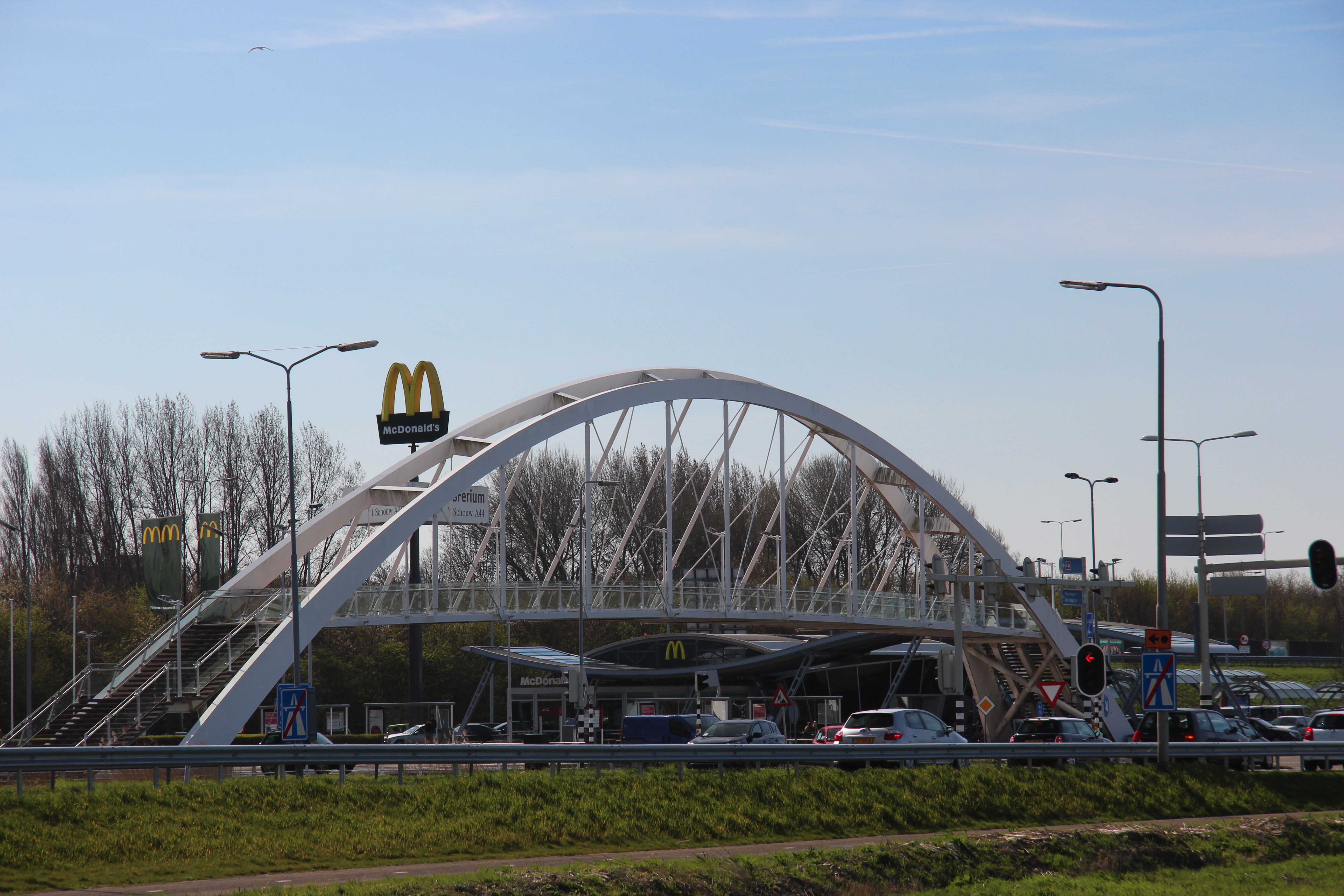
Transferium 't Schouw A44

### Openbaar vervoer
Per 15 december 2024 rijden door de wijk de volgende buslijnen:
| Lijn | Route | Vervoerder |
| ---- | --- | ---------- |
| 1    | Station De Vink - Stevenshof - De Mors - Centraal Station - Centrum - Leiderdorp - Leyhof                          | Qbuzz      |
| 2    | Station De Vink - Stevenshof - De Mors - Centraal Station - Centrum - Leiderdorp - Alrijne Ziekenhuis - Oranjewijk | Qbuzz      |

### Bruggen over de Oude Rijn
Van west naar oost, allen grenzend aan het Morsdistrict:

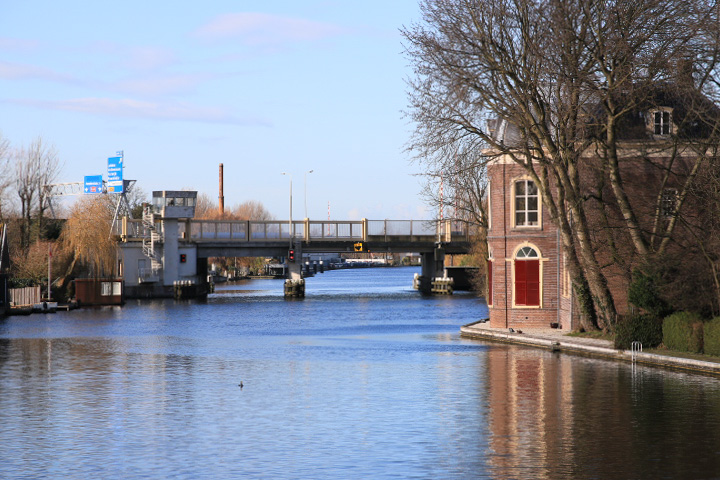
Oude Rijnbrug (auto's, A44)
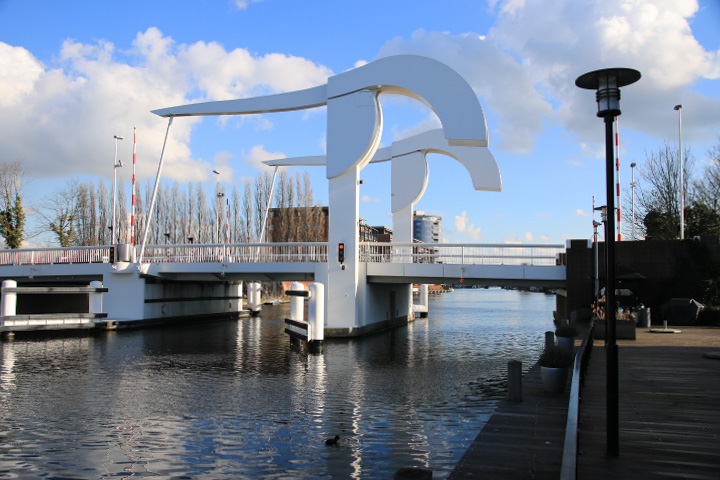
Haagsche Schouwbrug (alle wegverkeer)
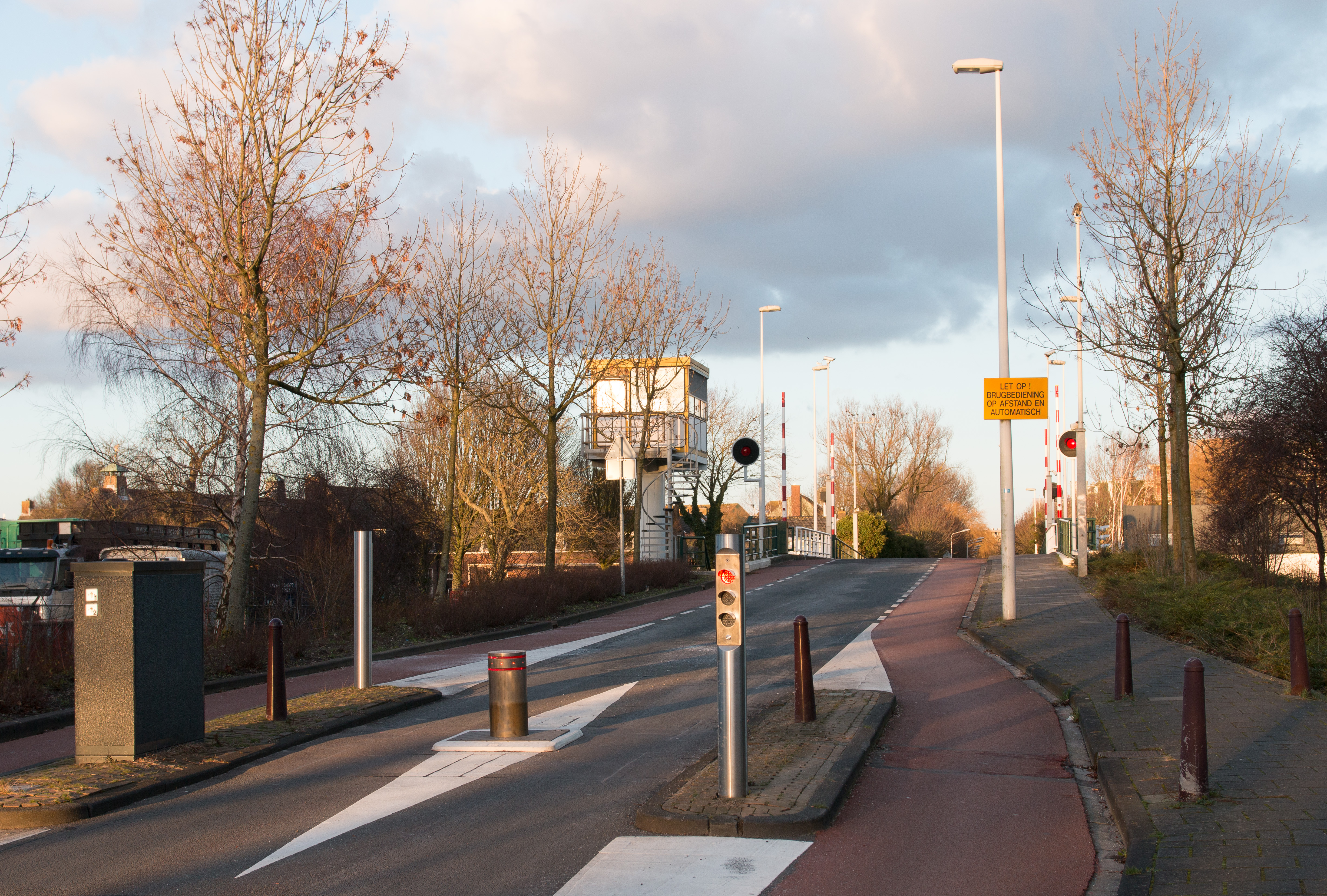
Stevensbrug (bus/fiets/voetganger)
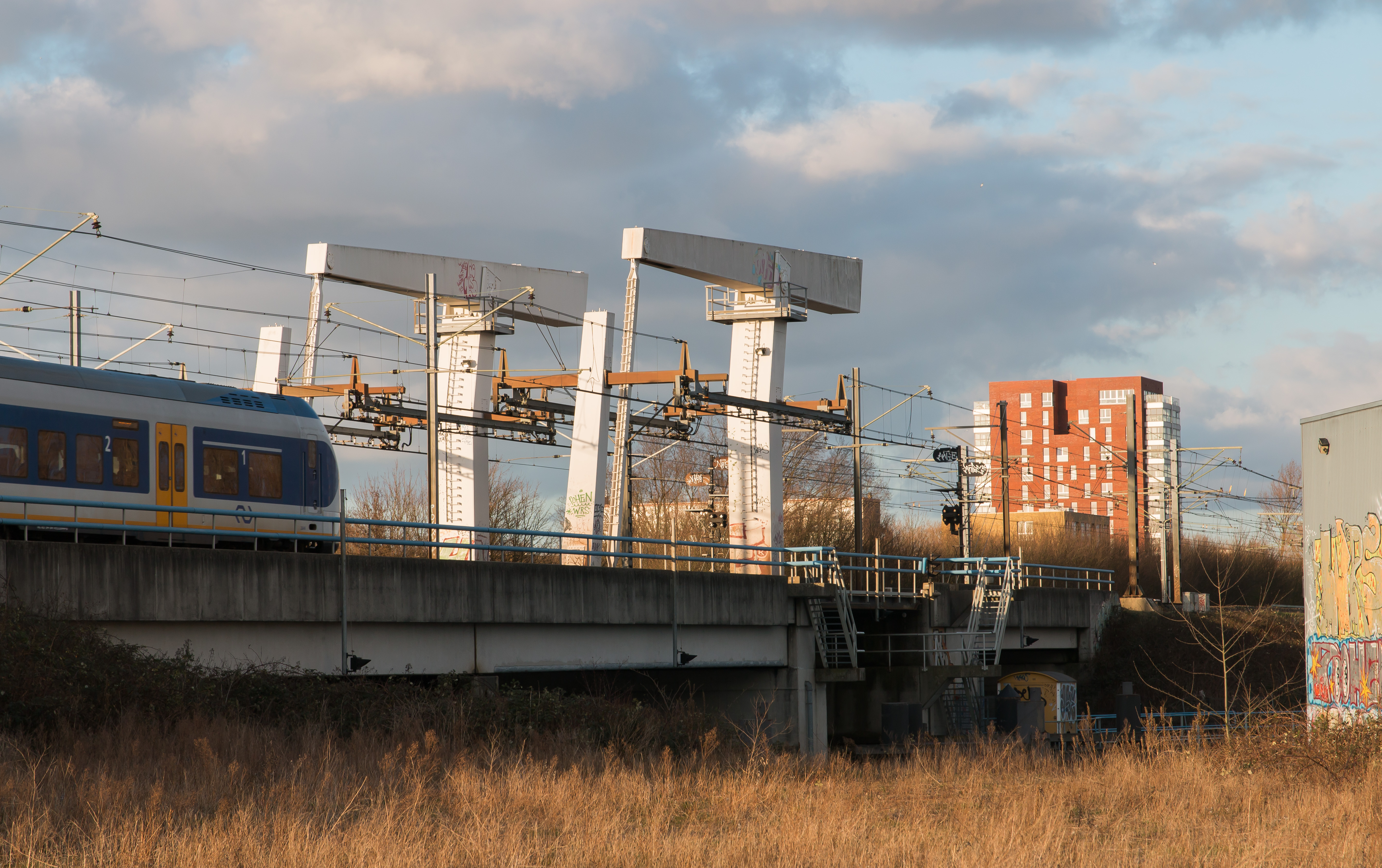
De Vink (treinen)
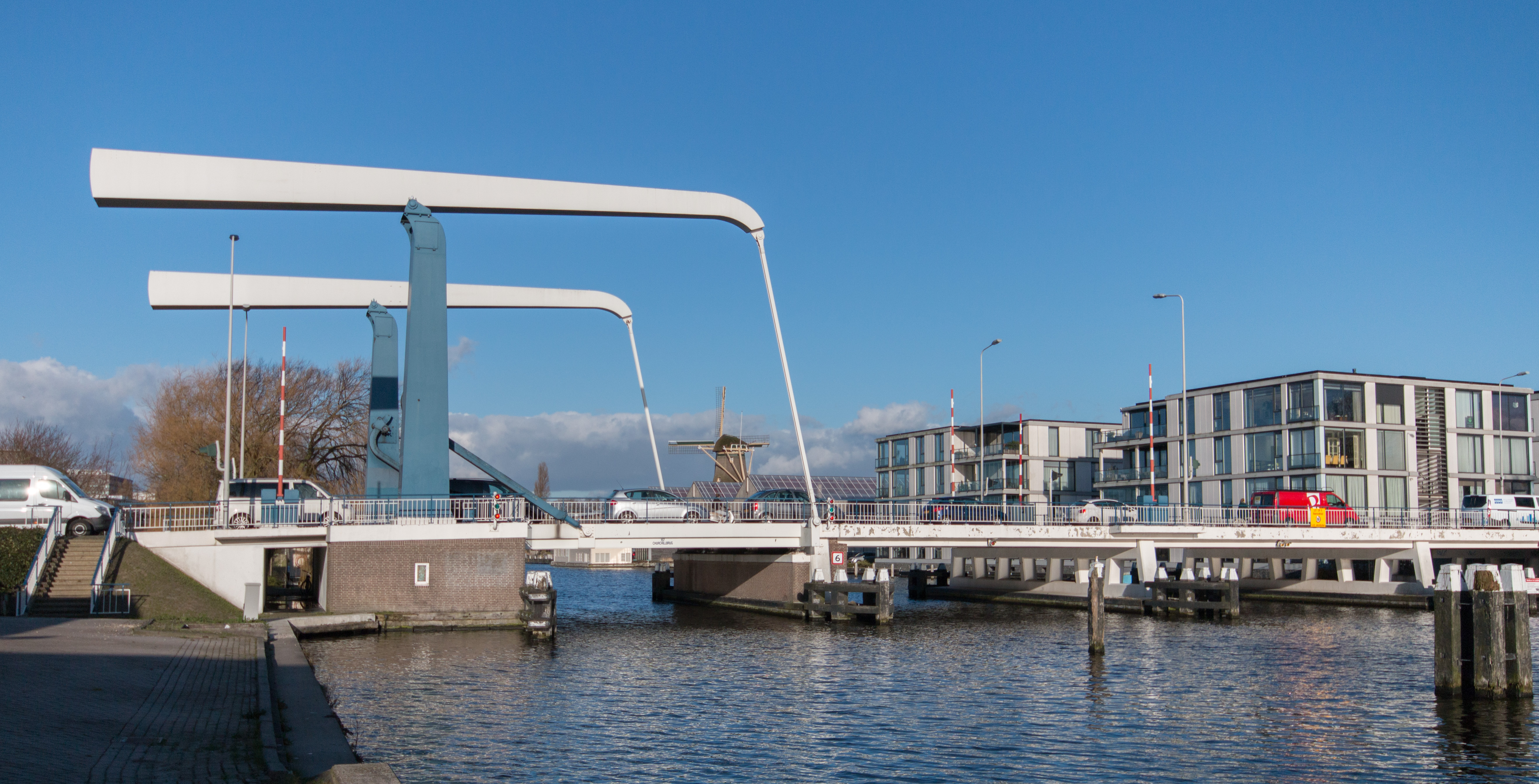
Churchillbrug (alle wegverkeer, N206)
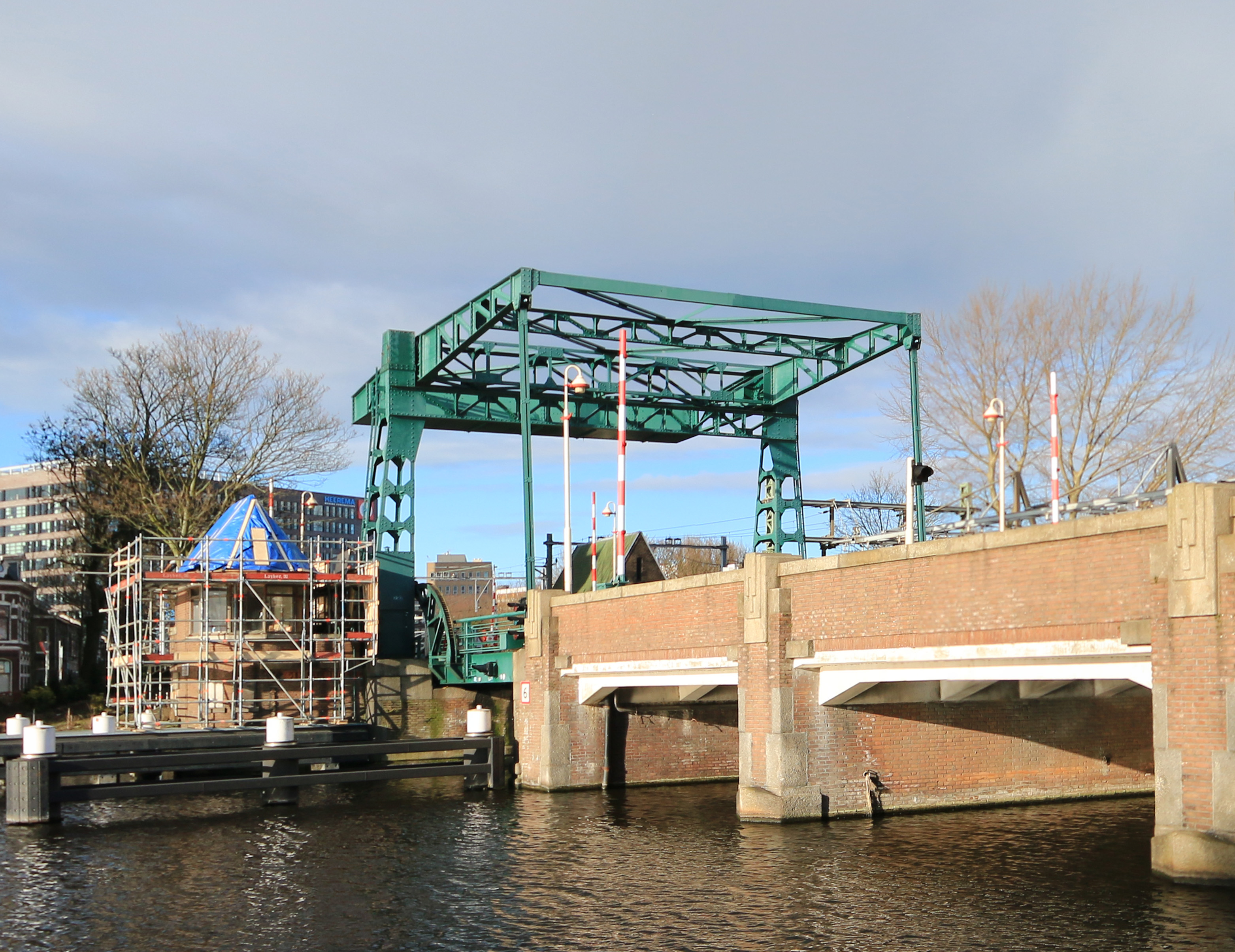
Rijnzichtbrug (alle wegverkeer)

## Trivia
Veel straten in de zuidelijke Hoge Mors zijn genoemd naar mineralen, vooral (half-)edelstenen: Agaatlaan, Amethistkade, Aquamarijnstraat, Azurietkade, Berylstraat, Briljantstraat, Carneoolstraat, Diamantlaan, Gitstraat, Granaatplein, Jadestraat, Kornalijnstraat, Kristalstraat, Koraalstraat, Maansteenpad, Onyxstraat, Opaalstraat, Parelstraat, Robijnhof, Robijnstraat, Rozenkwartsstraat, Saffierstraat, Smaragdlaan, Tijgeroogstraat, Toermalijnstraat, Turkooislaan, Zirkoonstraat.
In de noordelijke Hoge Mors verwijzen straten naar onafhankelijkheidsstrijders: Alexander Dubchekplaats, Andrej Sacharovstraat, Amalrikplaats, Cabralstraat, Gandhistraat, Jan Palachstraat, Martin Luther Kingpad, Mondlandstraat, Multatuliplein, Onafhankelijkheidsweg, Panagoulispad, Romeroplein, Sharirstraat.
Park Kweeklust speelt een hoofdrol in het prentenboek Ruud de Reiger & de Koele Kikker (2017) van wijkbewoners Alexander Schlangen en Jenny de Bruin.

## Fotogalerij

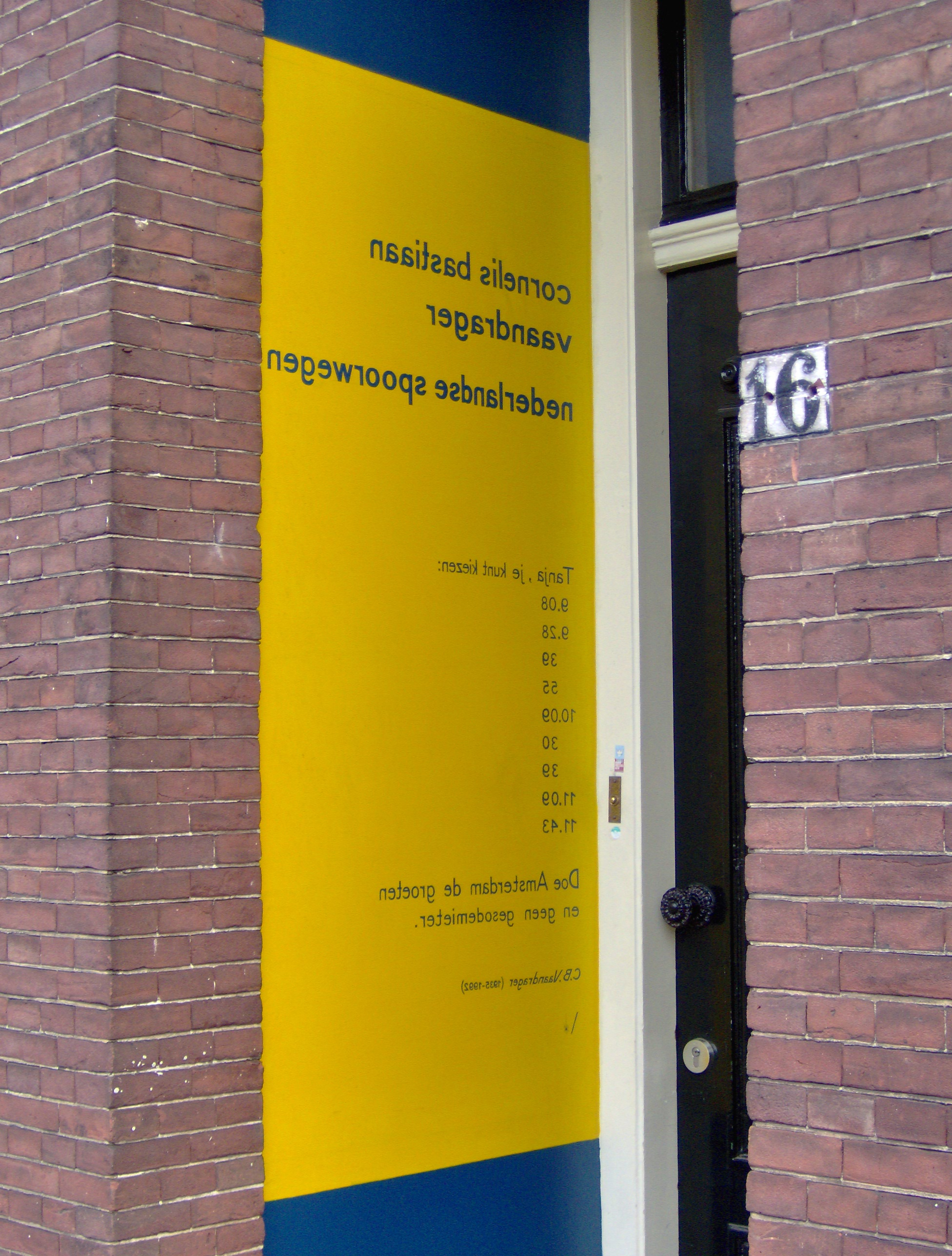
Nederlandse Spoorwegen (2003) van Cornelis Bastiaan Vaandrager, Morsweg 6
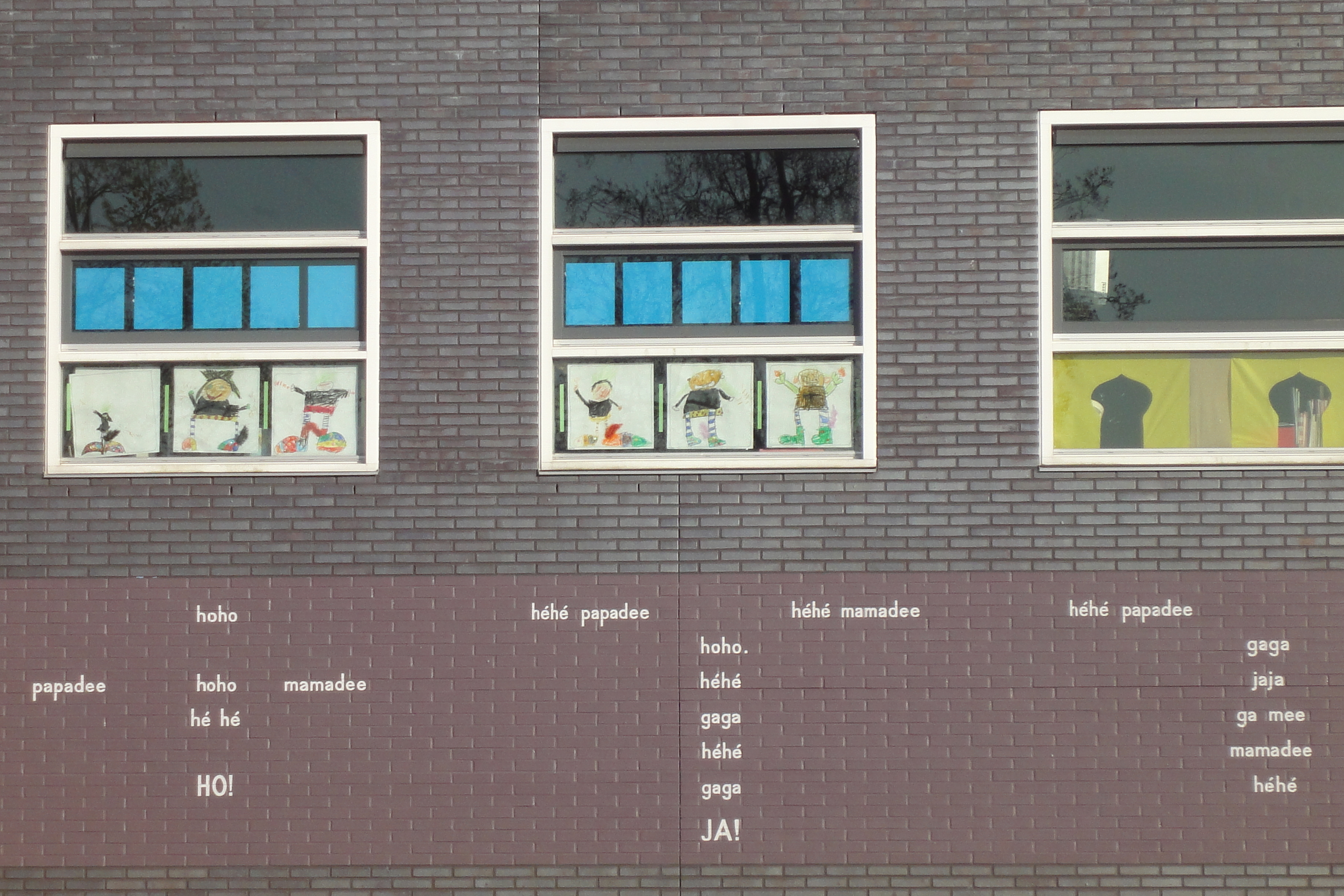
Jagadada (1998) van Antony Kok Damlaan 1 Het gedicht is als gevolg van de sloop van de gymzaal waarop het was aangebracht in 2004 verdwenen, maar in april 2010 opnieuw aangebracht.
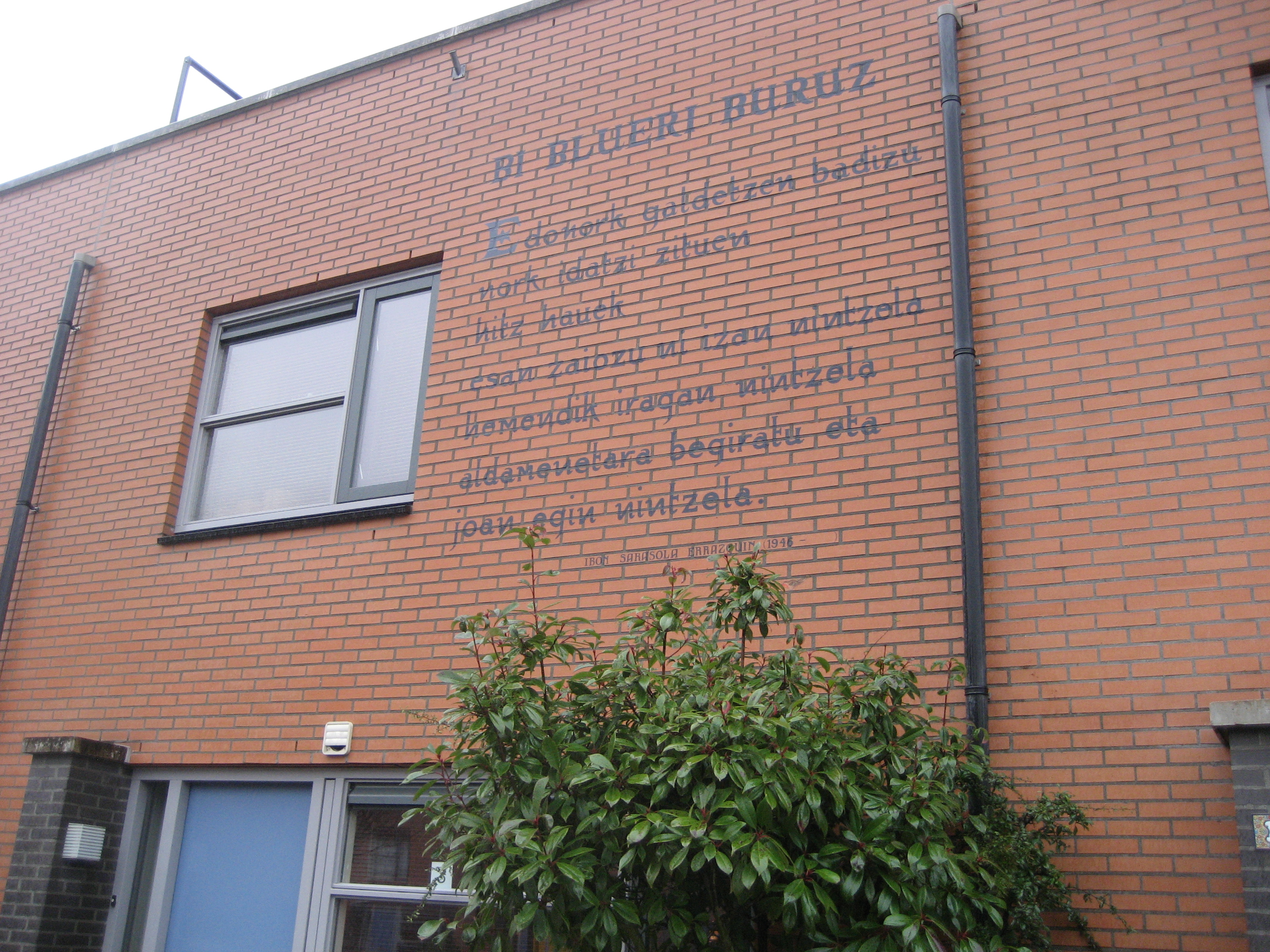
Bi blueri buruz (Over de Blues) (2003) van Ibon Sarasola Multatuliplein 3

Leiden, gezien uit de Hoge Mors (Trisor woontoren, 14e verd.) Links van de spoorbaan de Lage Mors.Rechts tussen spoor en Oude Rijn de Transvaalbuurt. Midden achter ligt het LUMC ziekenhuis.

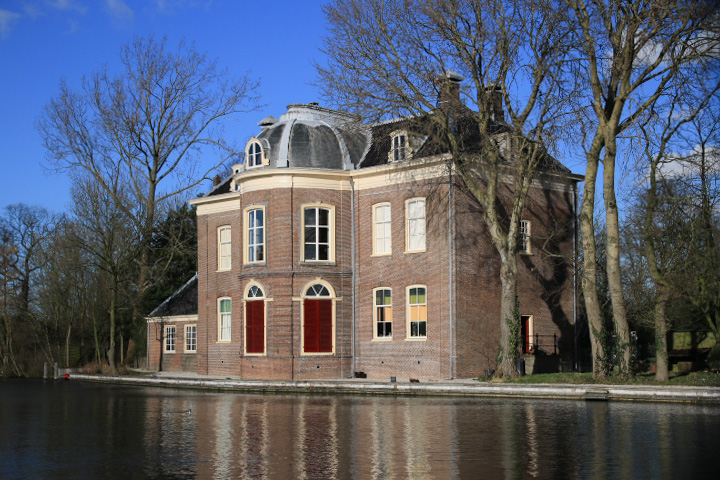
Huize Rhijnhof, gebouwd in 1775 door architect Johan Samuel Creutz
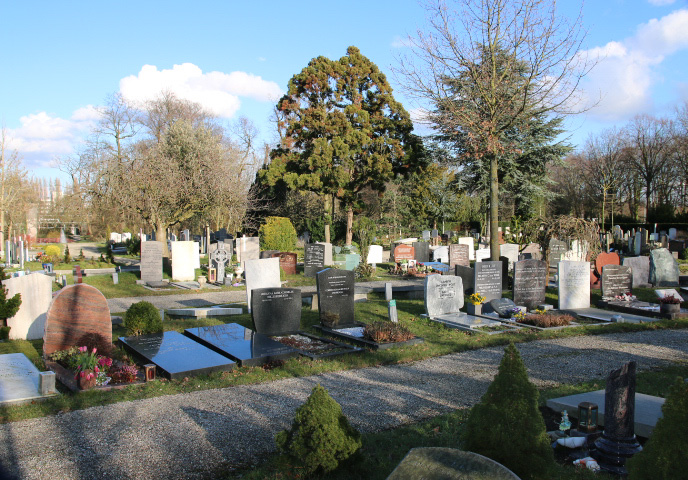
Begraafplaats Rhijnhof, sinds 1910 (voordien een park bij Huize Rhijnhof)
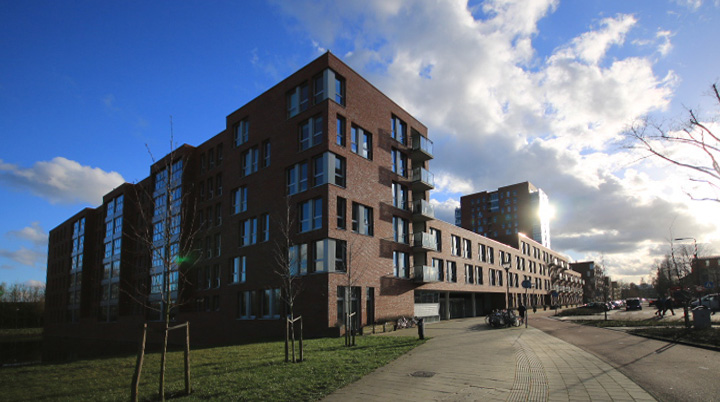
Trisor complex in de Hoge Mors, stadsvernieuwingsproject, opgeleverd in 2012, drie lage woonblokken en een hoog blok, ruim 300 woningen
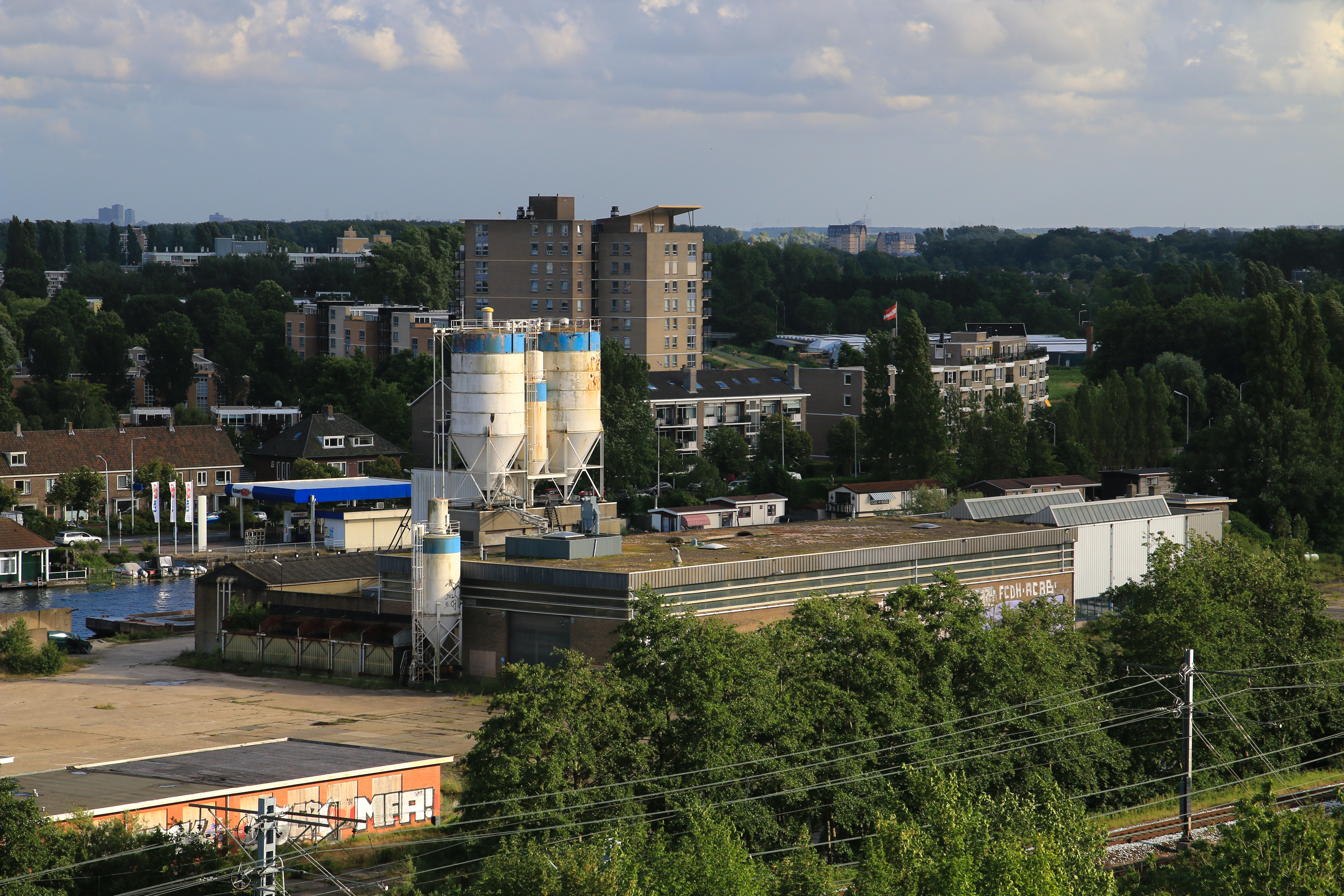
Voormalige betonfabriek Wernink gelegen aan de Oude Rijn (gesloten in 2013)
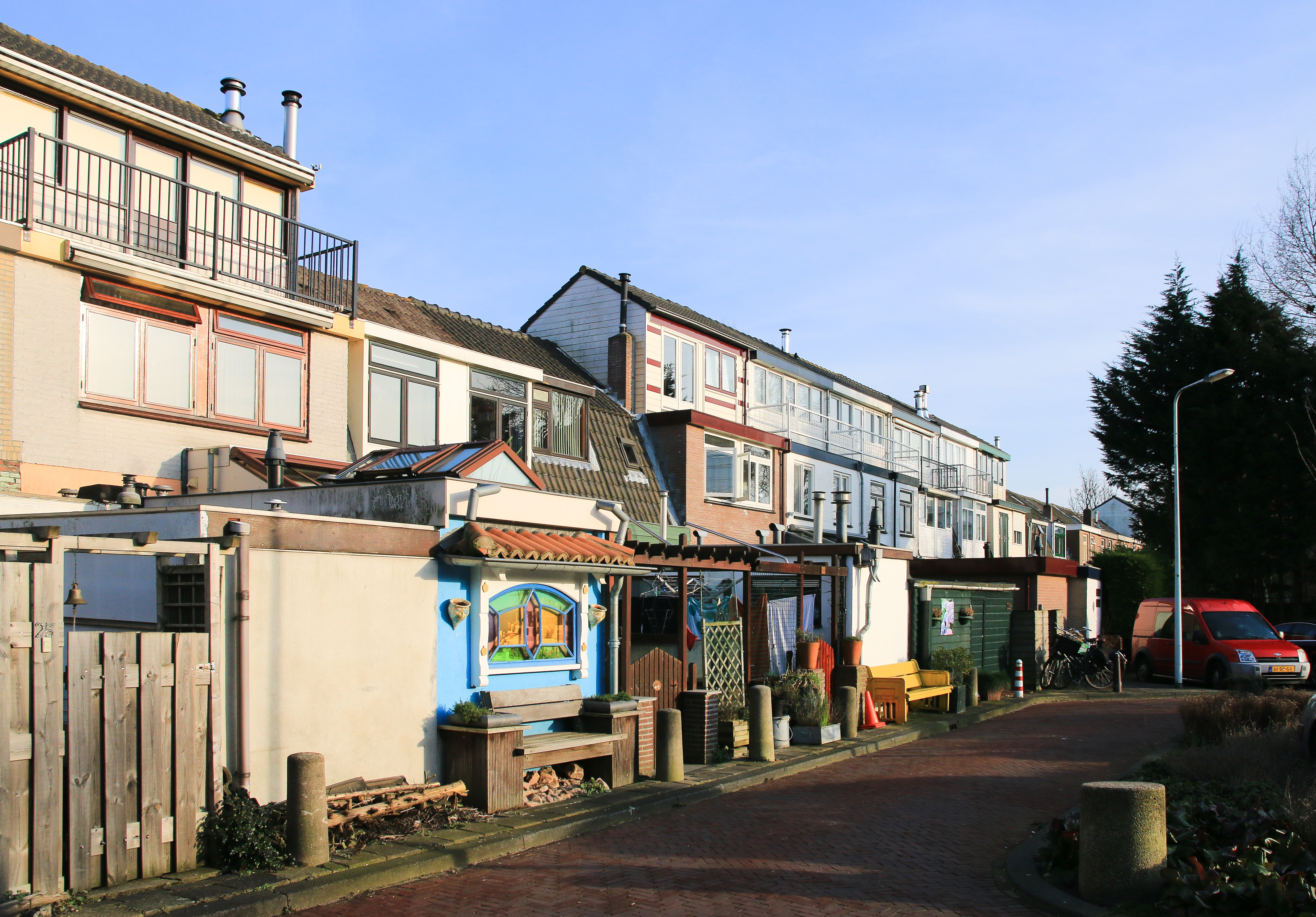
De Wetstraat, een woonerf in de Transvaalbuurt
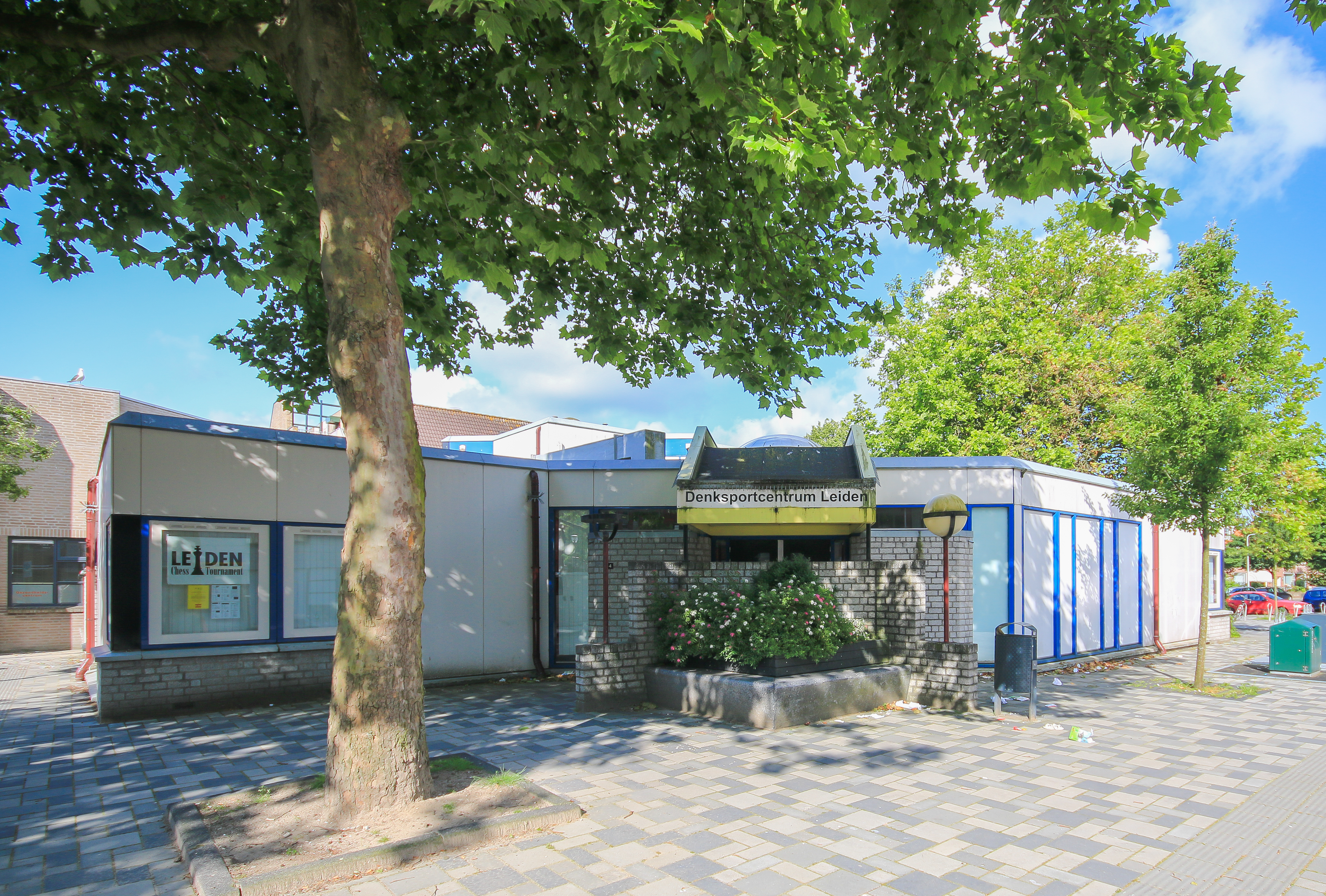
Denksportcentrum Leiden (schaken, dammen, go, bridge, mahjong)
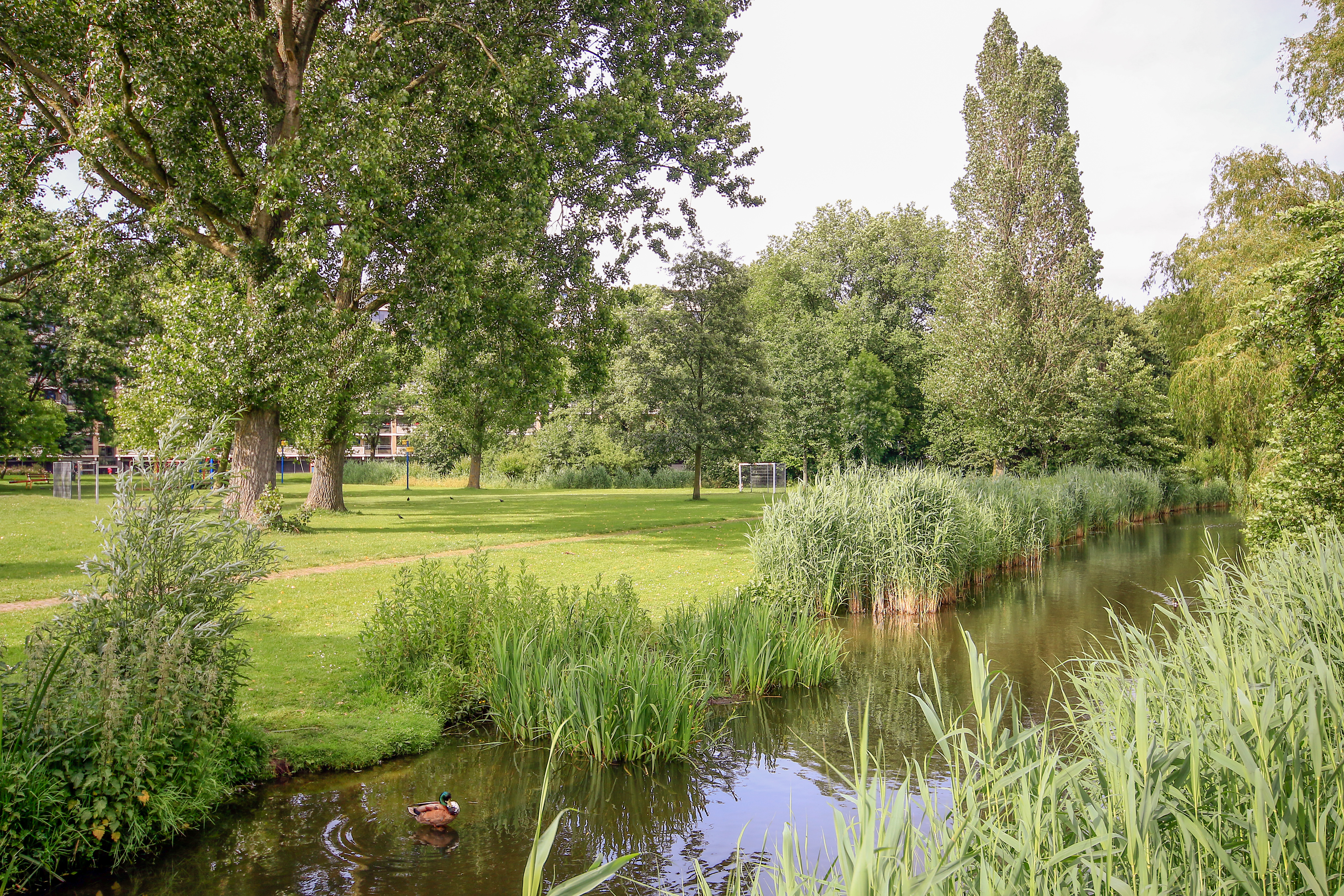
Park Kweeklust, in de Lage Mors
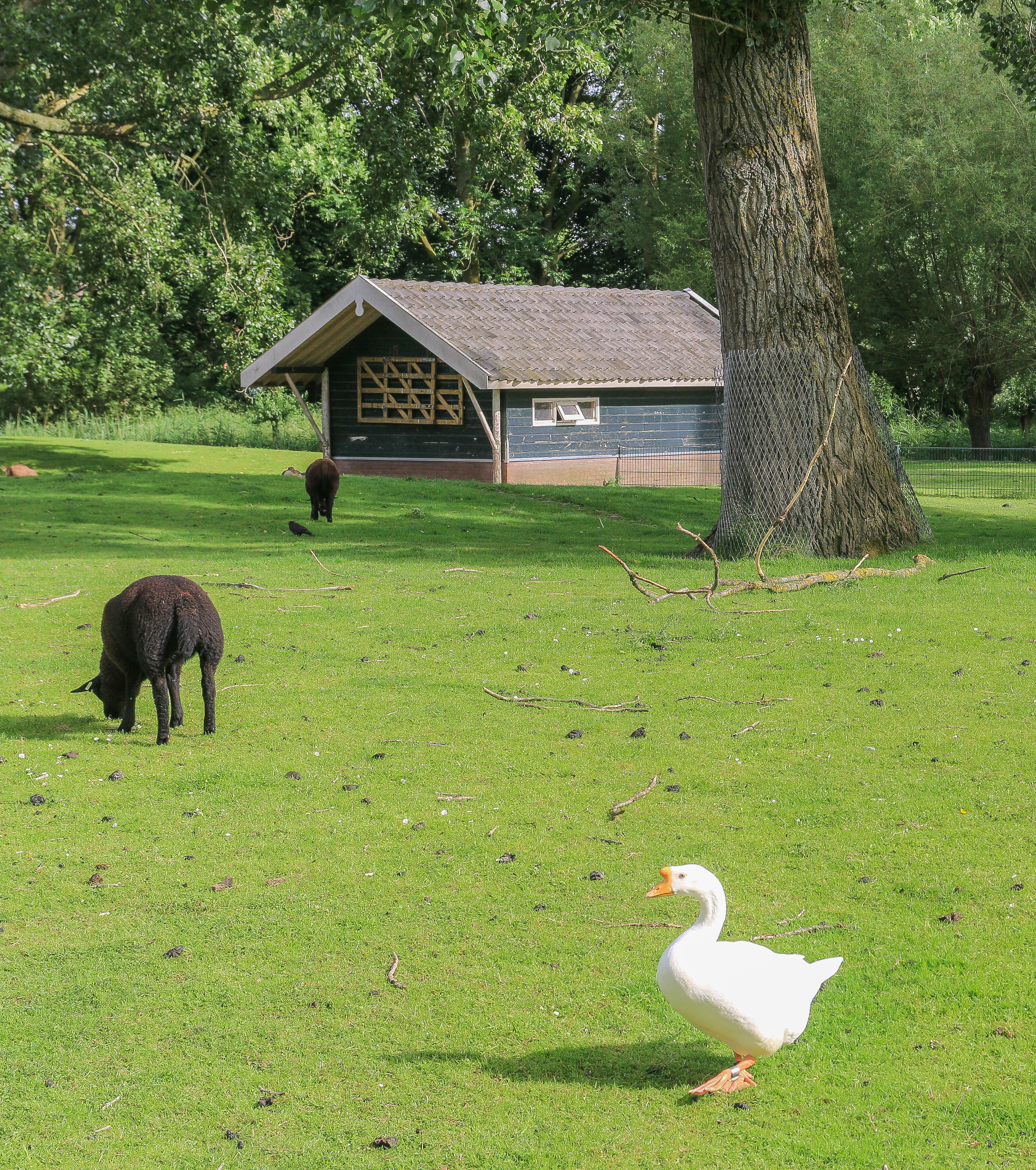
Dierenweide Park Kweeklust

Van platteland naar stadswijk

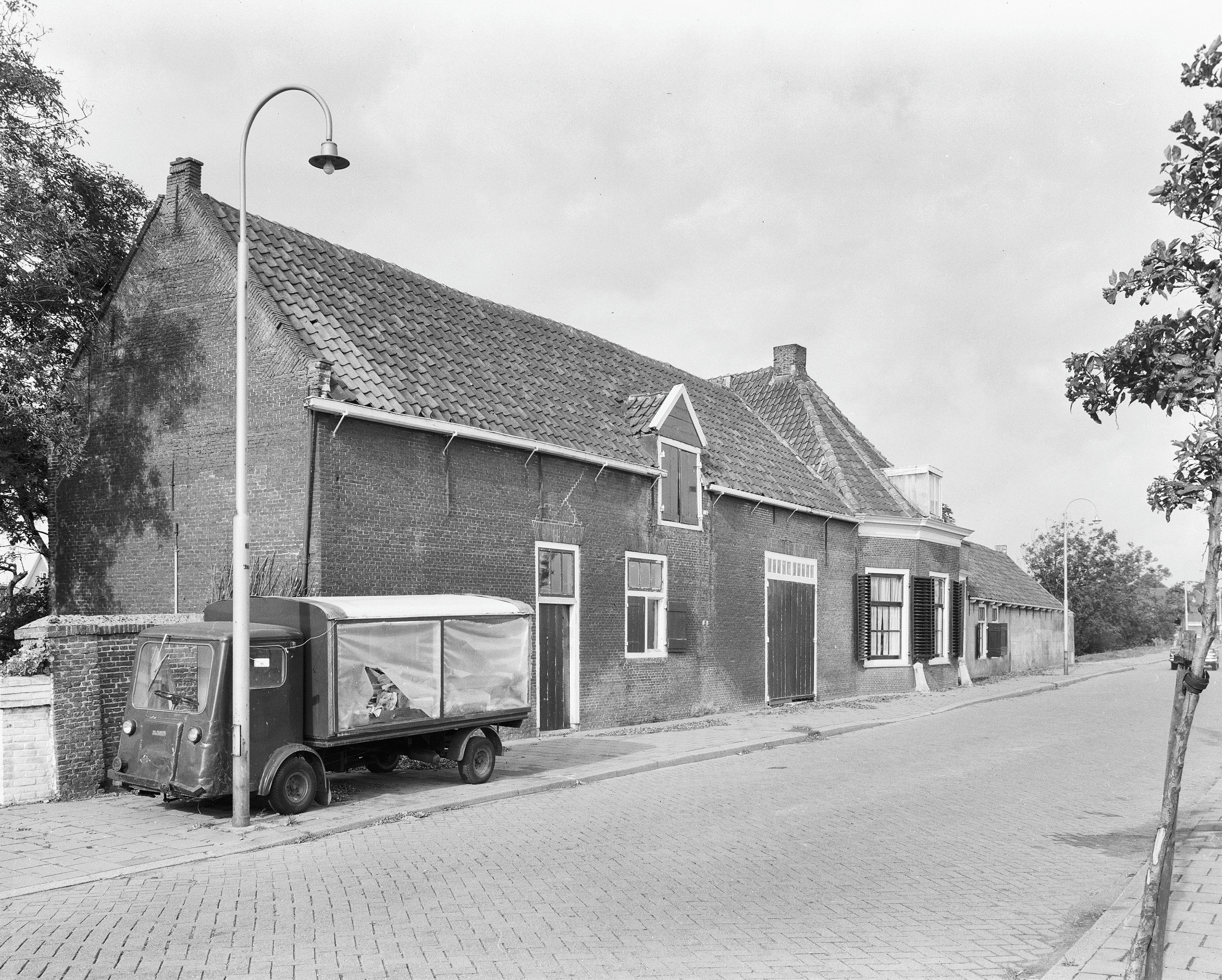
Hoge Morsweg 140 (1967) Boerderij
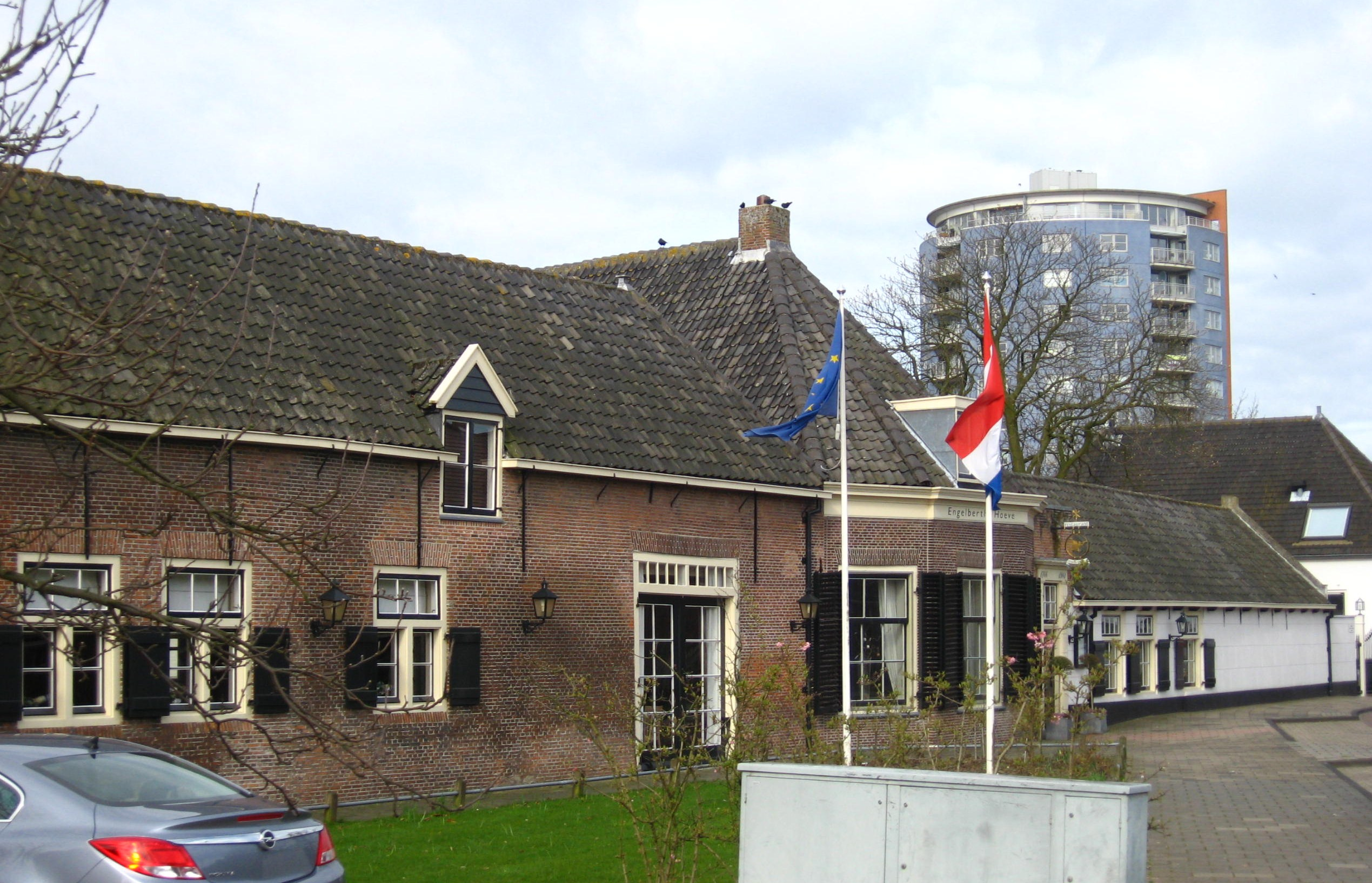
Hoge Morsweg 140 (2010) Restaurant

Muurgedichten in het Morsdistrict
- Nederlandse Spoorwegen (2003)
van Cornelis Bastiaan Vaandrager, Morsweg 6
- Jagadada (1998)
van Antony Kok
Damlaan 1
Het gedicht is als gevolg van de sloop van de gymzaal waarop het was aangebracht in 2004 verdwenen, maar in april 2010 opnieuw aangebracht.
- Bi blueri buruz (Over de Blues) (2003)
van Ibon Sarasola
Multatuliplein 3

Beelden in of bij het Morsdistrict

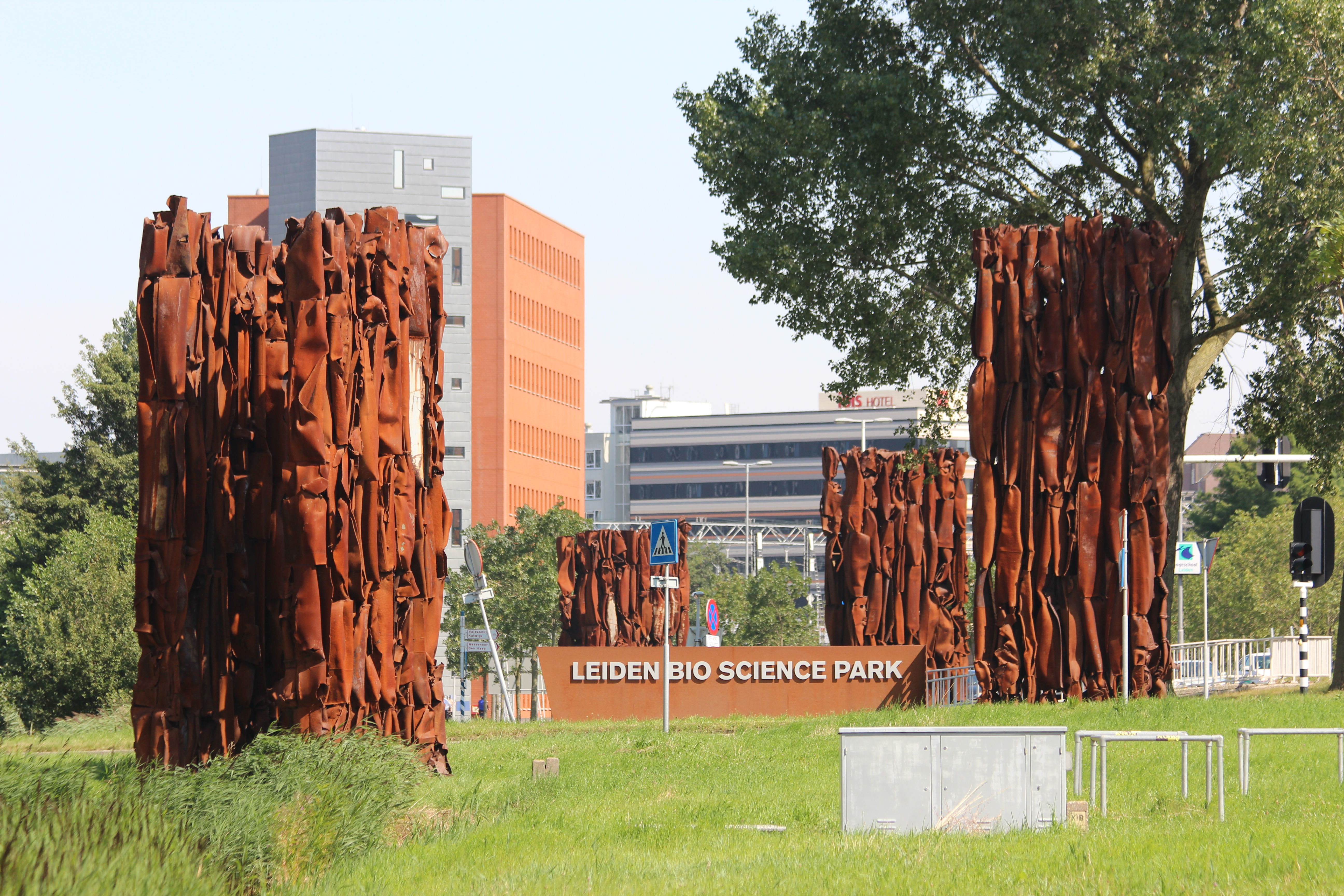
Vijf beelden op een kromme (2002) Frans de Wit Plesmanlaan (bij Naturalis) materiaal: scheepsstaal
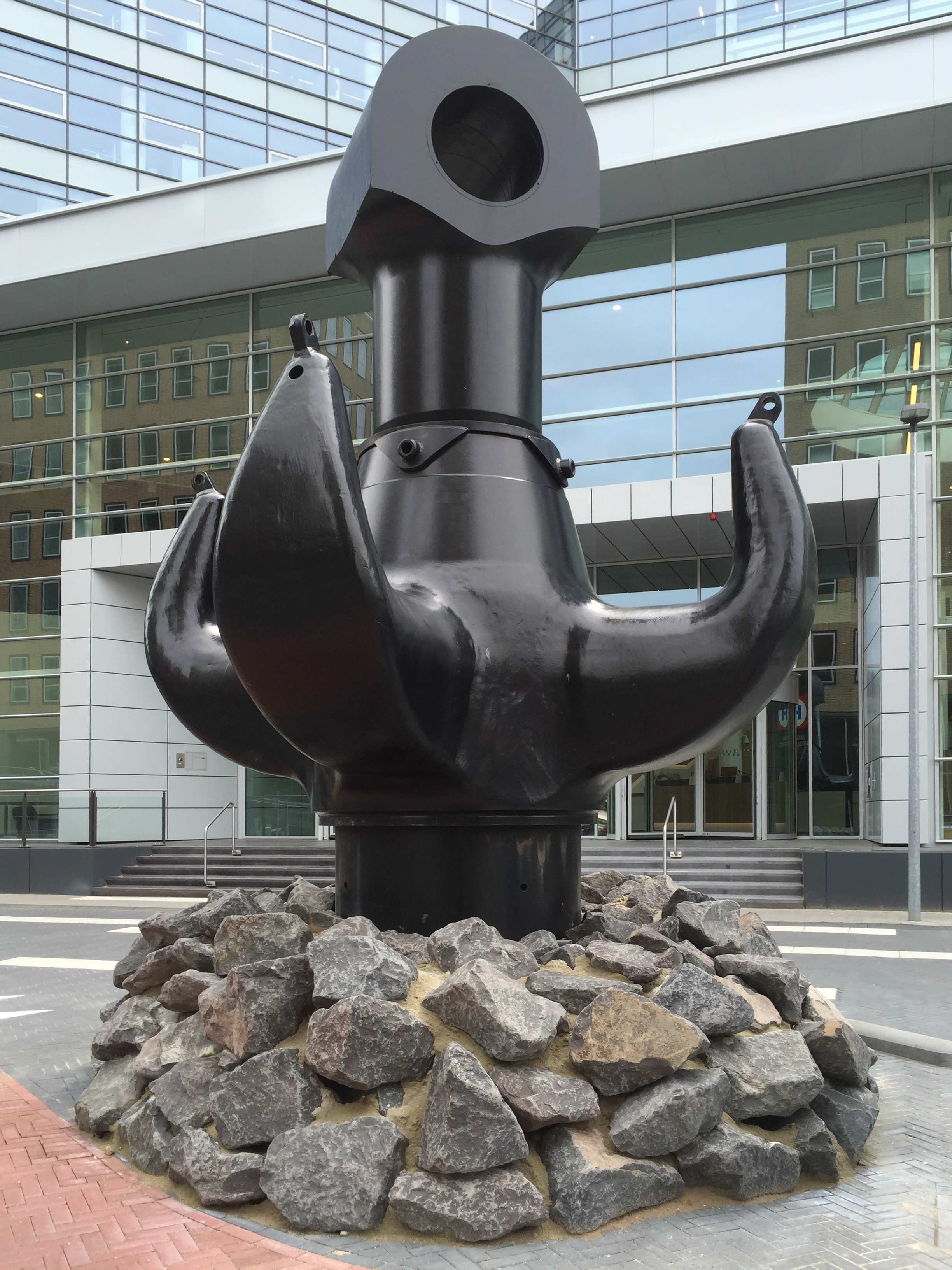
Kraanhaak van HLV Thialf (verplaatst 2015) Vondellaan (gebouw Heerema Marine Contractors) materiaal: staal
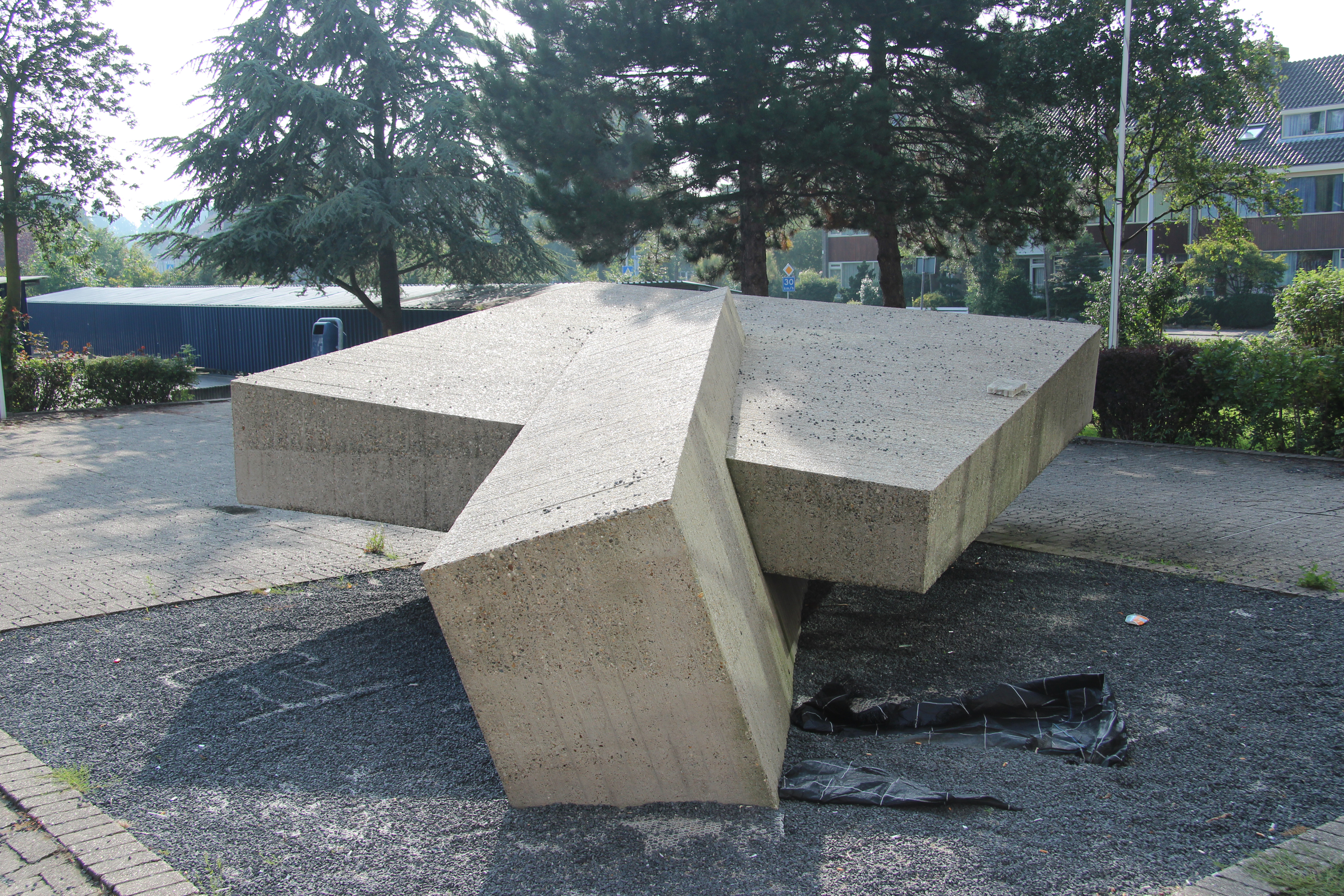
Betonplastiek (1977) Vondellaan Frans de Wit
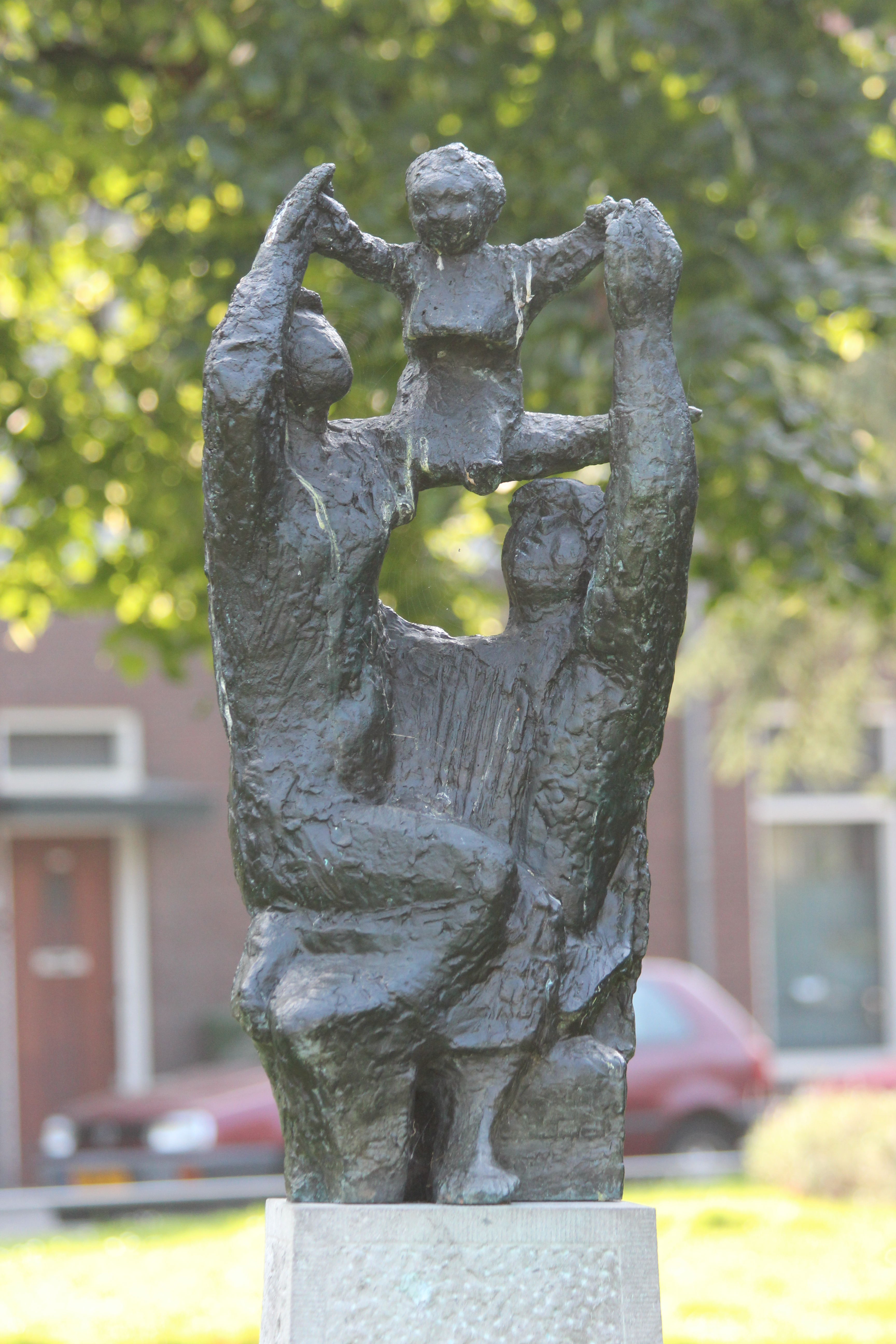
Het gezin (1953) Van Baerlestraat Cor Hund materiaal: brons